# أنات نينيو
أنات نينيو (بالعبرية: ענת ניניו‏) (من مواليد 10 أغسطس 1944) أستاذة علم النفس في الجامعة العبرية في القدس، فلسطين. وهي متخصصة في السياق التفاعلي لاكتساب اللغة، والوظائف التواصلية للكلام. اشتهرت نينو بعملها في قراءة الكتب المصورة المشتركة للآباء والأطفال الصغار. والجمع بين نظرية التعلم وبرنامج تشومسكيان البسيط. نشرت ثلاثة كتب، وأكثر من مائة ورقة مرجعية وفصول كتب وعروض تقديمية في المؤتمرات. 

## روابط خارجية
- الموقع الرسمي لعنات نينيو
- السيرة الذاتية لأعضاء هيئة التدريس عنات نينيو ، قسم علم النفس ، الجامعة العبرية في القدس.
- أنات نينيو منشورات مفهرسة من قبل جوجل سكولار
- ببليوغرافيا حول الشبكات المعرفية واللغوية
- ببليوغرافيا قواعد التبعية
- قواعد التبعية لعام 2000 لريتشارد هدسون
- ببليوغرافيا عن قواعد الكلمات
- كتب في كتالوج مكتبة إسرائيل الوطنية